# Нестеренко, Юрий Алексеевич
Ю́рий Алексе́евич Нестере́нко (род. 12 июня 1991, Краснодар) — российский футболист, вратарь клуба «Кубань».

## Карьера
Воспитанник краснодарского футбола. Профессиональную карьеру начал в местном клубе «Краснодар-2000», выступавшем в зоне «Юг» Второго дивизиона. 10 апреля 2008 года был включён в заявку основной команды на сезон. Дебютировал 30 апреля. В матче 4-го тура первенства с «Волгарём» появился на поле после перерыва вместо Фёдора Дьяченко.
Перед началом сезона 2010 года перешёл в выступающий в Премьер-лиге казанский «Рубин», но за основной состав клуба не играл. В молодёжном первенстве России дебютировал 27 марта, когда вышел на замену в игре 3-го тура против грозненского «Терека». За полтора сезона Нестеренко провёл 20 матчей в молодёжном первенстве и пропустил 13 мячей.
В летнее трансферное окно 2011 года руководство «Рубина» приняло решение отдать несколько футболистов, в том числе и Нестеренко, в аренду в фарм-клуб — «Рубин-2», выступавший в зоне «Урал-Поволжье» Второго дивизиона. За год, проведённый в команде, голкипер принял участие только в пяти встречах в концовке сезона. Во всех играх выходил в стартовом составе. По окончании сезона вернулся в главную казанскую команду.
Сезон 2012/2013 Нестеренко начал в аренде в ещё одной команде из Татарстана — нижнекамском «Нефтехимике», принимавшем старт в первенстве ФНЛ. Туда он перешёл вместе ещё с 15-ю футболистами. Дебют состоялся 6 сентября в домашней игре с «Химками» (1:2). На будущий сезон руководство нижнекамского клуба решило продлить аренду футболиста ещё на год. Всего за «Нефтехимик» Нестеренко провёл 20 игры в ФНЛ, два матча в Кубке России и три — в Кубке ФНЛ.
В январе 2014 года перед началом весеннего отрезка чемпионата России в связи с уходом Алирезы Хагиги был отозван из аренды новым тренерским штабом «Рубина», под руководством Рината Билялетдинова. 30 марта 2014 года дебютировал за основной состав казанцев в Премьер-лиге: в матче 23-го тура против «Ростова» на 4-й компенсированной минуте второго тайма за «фол последней надежды» был удалён основной голкипер Сергей Рыжиков, и место в воротах занял Нестеренко, заменивший полузащитника Владислава Кулика. В следующем туре, в выездной игре с «Зенитом», Нестеренко, выйдя в стартовом составе, пропустил 6 мячей. В феврале 2018 был отзаявлен и перешёл в «Енисей», с которым вышел в премьер-лигу.